# هاتف اصفهانی
سید احمد حسینی اصفهانی (درگذشته ۱۱۹۸ هجری قمری) متخلص به هاتف، از شعرا و ادیبان نامی ایران در عهد افشاریه و زندیه و از پیشگامان سبک بازگشت ادبی است.

## زندگی و خاندان
اصل خاندان او از اردوباد از شهرهای ایران صفوی بوده که در زمان پادشاهان صفوی از آن دیار به اصفهان کوچ کرده و در این شهر سکونت کردند. تولد هاتف در نیمهٔ اول سده دوازدهم اتفاق افتاده و در زادگاهش اصفهان به تحصیل ریاضی و حکمت و پزشکی پرداخته و گویا در این فنون از پیشگاه میرزا محمد نصیر اصفهانی استفاده کرد و در شعر نیز مشتاق را راهنما و استاد خود اختیار نموده است.
هاتف شاعری را از جوانی آغاز کرد، در طول زندگی آرام خود از ستایش شاهان و روی آوردن به دربار سلاطین خودداری کرد و بیشتر به مطالعه و حکمت و عرفان مشغول بود. 
هاتف اصفهانی شاعری توانا و مسلط به زبان و ادب فارسی بود. وی از سبک شعرای متقدم ایران به ویژه حافظ و سعدی و فردوسی پیروی می‌کرد و طبع خود را در سرایش تمامی قالبهای شعری اعم از غزل، قصیده و رباعی، ترجیع‌بند و قطعه آزمود. شهرت عمده هاتف به سبب شاهکار بزرگ ادبی او (ترجیع‌بند عرفانی) است که هم از حیث حسن ترکیب الفاظ و هم از حیث توصیف معانی برجسته است. وی مرثیه‌های زیبایی نیز با استفاده از ماده تاریخ در مرگ بزرگان و دوستان خود سرود که این اشعار از ارزش بالایی برخوردارند.
هاتف تا پایان دوران میانسالی در زادگاهش اصفهان ماند، اما در سال ۱۱۸۸ ه.ق به دلیل شرایط تاریخی و حکومت وقت این شهر، به همراه دوستش آذر به قم و بعد از آن نزد صباحی بیدگلی به کاشان رفت و در اواخر عمر خود، سال‌ های ۱۱۹۷ و ۱۱۹۸ ه.ق دوباره به قم سفر کرد و در همان سال در قم درگذشت.
مهم‌ترین اثر باقی‌مانده از هاتف اصفهانی دیوان اشعار او و چند صد بیت شعر به‌ زبان عربی است.

## ترجیع بند مشهور
بخشی از بند اول ترجیع‌بند معروف هاتف:
| ای فدای تو هم دل و هم جان      |  | وی نثار رهت همین و همان      |
| دل فدای تو چون تویی دلبر       |  | جان نثار تو چون تویی جانان   |
| دل رهاندن ز دست تو مشکل        |  | جان فشاندن به پای تو آسان …  |
| ساقی آتش‌پرست و آتش دست         |  | ریخت در ساغر آتش سوزان       |
| چون کشیدم نه عقل ماند و نه دین |  | سوخت هم کفر از آن و هم ایمان |
| مست افتادم و در آن مستی        |  | به زبانی که شرح آن نتوان     |
| این سخن می‌شنیدم از اعضا        |  | همه حتّی الورید و الشّریان     |
| که یکی هست و هیچ نیست جز او    |  | وحده لا اله الّا هو           |